# ويليام وورثينغتون
ويليام ورثينغتون راسل (بالإنجليزية: William Worthington Russell؛ 20 سبتمبر 1821 – 31 أكتوبر 1862) كان ضابطًا في قوات مشاة بحرية الولايات المتحدة، شغل منصب أمين صندوق سلاح مشاة البحرية خلال منتصف القرن التاسع عشر.

## حياته المبكرة
وُلد راسل في 20 سبتمبر 1821، وهو ابن روبرت غرير راسل وسوزان هود (ني ورثينغتون) راسل. من بين إخوته الأدميرال ألكسندر ويلسون راسل والأدميرال الخلفي جون هنري راسل.
كان جده من جهة الأب محاميًا وجنديًا في حرب الاستقلال الأمريكية يدعى ألكسندر راسل، ومن أقاربه عمه جيمس ماكفرسون راسل، عضو مجلس النواب الأمريكي من بنسلفانيا، وابن عمه النائب الأمريكي صموئيل ليون راسل. ومن خلال شقيقه جون، كان عمًا للجنرال جون إتش. راسل الابن (والد بروك أستور).

## مسيرته
خدم راسل كأمين صندوق لمشاة البحرية لمدة عقدين من الزمن. أثناء خدمته تحت قيادة الجنرال وينفيلد سكوت في الحرب المكسيكية الأمريكية، كان على متن السفينة يو إس إس إندبندنس عندما أمره القبطان شوبريك بقيادة هجوم مضاد على القوات المكسيكية في سان خوسيه، المكسيك.

### الحرب الأهلية
في بداية الحرب الأهلية الأمريكية، خدم راسل كمساعد ميداني للجنرال جورج بي. مكليلان. كما شارك في استجابة الحكومة الأمريكية لهجوم جون براون على هاربرز فيري إلى جانب روبرت إي. لي وجي. إي. بي. ستيوارت وإسرائيل غرين، واستولى على رمح جون براون خلال العملية. من بين الضباط الأربعة الذين قادوا استجابة الحكومة لهجوم براون، كان راسل الوحيد الذي بقي مخلصًا للولايات المتحدة، في حين انضم البقية إلى الكونفدرالية بعد اندلاع الحرب الأهلية الأمريكية. أدى إدمان الكحول إلى استقالته ووفاته المبكرة في 1862.

## حياته الشخصية

صورة لابنه ويليام دبليو. راسل عام 1905

تزوج راسل من فيرجينيا فليتشر من الإسكندرية، فيرجينيا. وأنجبا ابنتين وابنًا، وهم:
- فيرجينيا فليتشر راسل (1854–1943)، التي تزوجت من جون بوكانان بروير.[8]

- ويليام ورثينغتون راسل الابن (1858–1944)،[9] دبلوماسي أمريكي خدم في عهد خمسة رؤساء؛ وتزوج من غريس كامبل ليدستون في 1905.[10]

- لوسي بريسكوي راسل (1860–1943)، والتي توفيت دون زواج.[11]

توفي راسل بسبب إدمان الكحول في 31 أكتوبر 1862.